# Cerkiew Zaśnięcia Matki Bożej w Petersburgu (Wyspa Wasylewska)

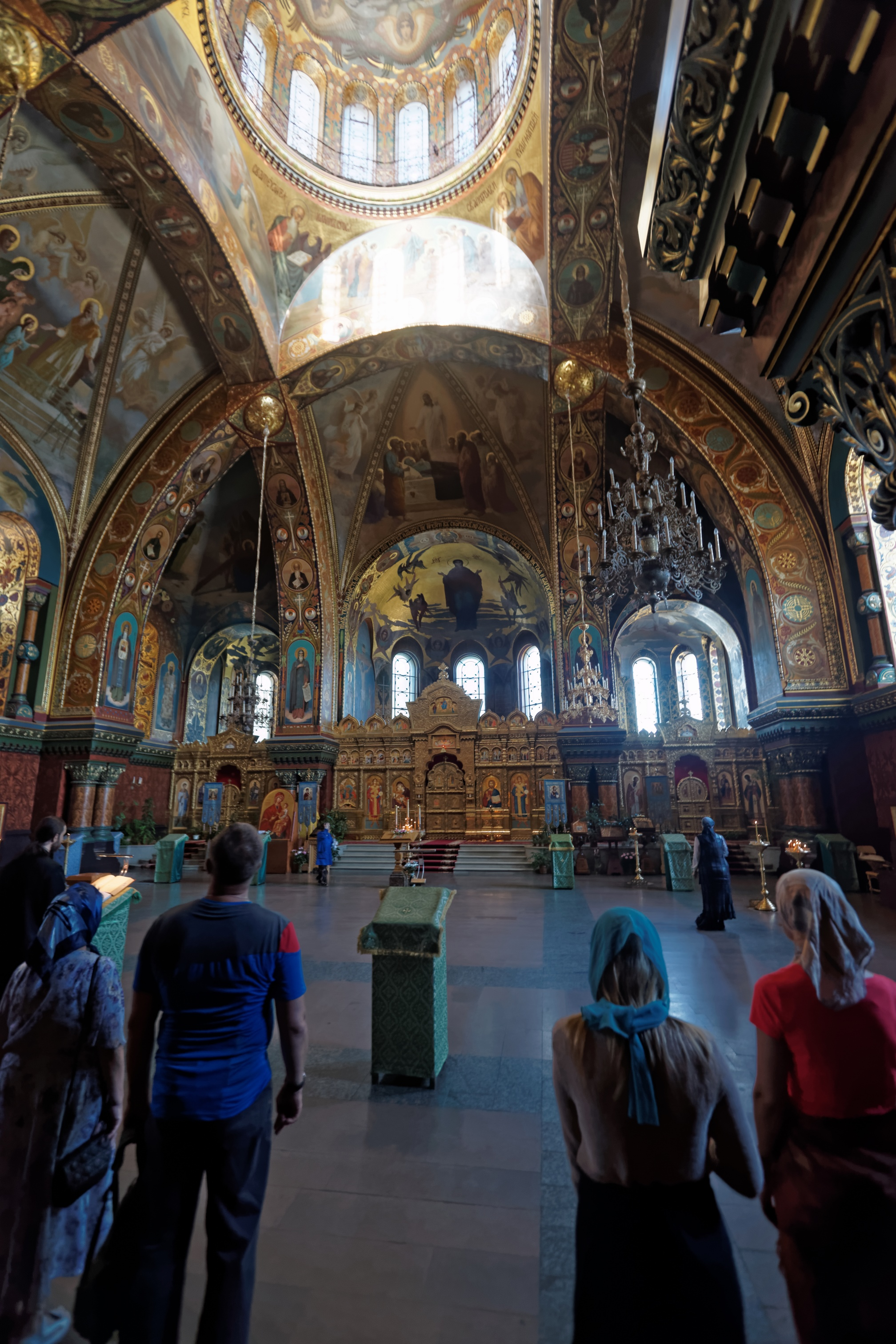
Wnętrze

Cerkiew Zaśnięcia Matki Bożej – prawosławna cerkiew w Petersburgu, na Nabrzeżu Lejtnanta Szmidta – południowym brzegu Wyspy Wasylewskiej, placówka filialna Pustelni Optyńskiej.

## Historia
Od XVIII w. na miejscu zajmowanym obecnie przez cerkiew znajdowały się świątynie prowadzone przez mnichów: najpierw z ławry Troicko-Siergijewskiej, następnie z domu biskupiego w Pskowie, zaś od 1875 – z ławry Peczerskiej. Na rozbudowę obiektów monasterskiej placówki filialnej mnisi z ławry Peczerskiej zdecydowali się w 1894. Prace przy wznoszeniu nowej, obszerniejszej cerkwi trwały sześć lat. Autorem jej projektu był Wasilij Kosjakow, który zaprojektował budynek w stylu neobizantyjskim. On też nadzorował przebieg prac budowlanych.
Placówka ławry Peczerskiej działała do 1932. W 1930 część żyjących na jej terenie mnichów została skazana na kary łagrów, zaś w 1932 ostatnich duchownych władze radzieckie zesłały do Kazachstanu. Nabożeństwa w cerkwi trwały do końca 1933, gdy aresztowani zostali 43 najaktywniejsi członkowie miejscowej parafii. W 1934 świątynia została oficjalnie zamknięta i zaadaptowana na magazyn. W 1956 rozpoczęto prace nad urządzeniem w świątyni krytego lodowiska, które otwarto pięć lat później. Użytkowany w celach sportowych budynek stopniowo niszczał.
W 1991 Rosyjski Kościół Prawosławny odzyskał obiekt. Swoją placówkę filialną zorganizowała w zniszczonej cerkwi Pustelnia Optyńska. Nabożeństwa przy południowym ołtarzu świątyni odbywały się od 1993, zaś w 2013 patriarcha moskiewski i całej Rusi Cyryl dokonał powtórnego poświęcenia odnowionych ołtarzy: głównego oraz północnego. Przy świątyni działa instytut religioznawstwa i sztuki cerkiewnej, prowadzący kursy ikonopisania, wyszywania szat cerkiewnych, teologii prawosławnej i śpiewu cerkiewnego. Czynne jest również prawosławne gimnazjum im. Ambrożego z Optiny. Mnisi zajmują się również działalnością dobroczynną, niosąc pomoc ubogim, rodzinom wielodzietnym i rozbitym, niepełnosprawnym, bezdomnym.